# Anisodes immonstrata
Anisodes immonstrata är en fjärilsart som beskrevs av Walker 1862. Anisodes immonstrata ingår i släktet Anisodes och familjen mätare. Inga underarter finns listade i Catalogue of Life.